# Пјер Карден
Пјер Карден (фр. Pierre Cardin; Сан Бјађо ди Калалта, 2. јул 1922 — Неји на Сени, 29. децембар 2020), рођен као Пјетро Костанте Кардин (итал. Pietro Costante Cardin), био је италијански модни дизајнер, натурализовани Француз. Познат је по свом авангардном стилу и дизајнима из космичког доба. Ставља акценат на геометријске облике и мотиве, често игноришући женску форму. Бавио се унисекс модом, понекад експериментално, али не увек практично. Основао је своју модну кућу 1950. године и представио "bubble dress" 1954. године.
Именован је за амбасадора UNESCO-а године 1991. и амбасадора FAO-a 16. октобра 2009. године.

## Каријера
Карден је рођен у Сан Бјађо ди Калалти недалеко од Тревиза. Родитељи су му били богати земљопоседници . Да би побегли од фашизма напустили су Италију и населили се у Француској 1924. Његов отац, богати француски трговац винима, желео је од њега да студира архитектуру, али је од детињства он био заинтересован за моду.
Карден се школовао у централној Француској.Почео је каријеру рано и са 14 година је радио као шегрт у продавници одеће, учећи основе модног дизајна и конструкције. Године 1939. напушта кућу да би радио код кројача у Вишију, где почиње да прави одела за жене. Током Другог светског рата радио је за Црвени крст, започињући хуманитарни посао који се наставио до данашњих дана.
Преселио се у Париз 1945. године. Тамо је студирао архитектуру и радио за модну кућу Жане Пакин после Другог светског рата. Радио је са Елзом Скјапарели док није постао шеф кројачког атељеа Кристијана Диора 1947. године, али је одбијен у Баленсијаги.
Своју модну кућу основао је 1950. Каријера му је кренула када је дизајнирао око 30 костима за "журку века", маскенбал у Палацо Лабии у Венецији 3. септембра 1951. године, чији је домаћин био власник палате, Карлос де Беистеги. Почео је са високом модом 1953. Био је први дизајнер који се окренуо Јапану као тржишту високе моде када је тамо путовао 1959. Исте године избачен је из главног тела за француску модну индустрију, Chambre Syndicale, због избацивања стандардизоване колекције (није била као до тада прављена по мери појединца већ универзална) за Принтемпс, али је брзо враћен.
Током шездесетих Карден је започео праксу која је данас уобичајена да би направио систем лиценци које треба да примени у моди. Колекција одеће која је избачена у том периоду изненадила је многе јер је по први пут садржала лого дизајнера. Како је висока мода почела да пропада, стандардизована мода је почела да се уздиже, а заједно са њом и Карденови дизајни. Био је први који је комбиновао "мини" и "макси" сукње седамдесетих.
Почев од 70-их започео је нови тренд "мод чик". Овај тренд подразумева форму или комбинацију форми, што није постојало у то време. Био је први који је комбиновао екстремно кратку дужину и дужину до чланака. Правио је хаљине са шлицом и рукавима налик на слепог миша и мешао је кружне покрете и ромске сукње са структуисаним горњим деловима. Ове креације су дозволиле да геометријски облици који су га очаравали имају контраст и са кружним и са равним линијама. Карден је био цењен јер је започео покрет популарне моде раних 70-их.
Инспирисан путовањем у свемир и истраживањем Карден је посетио NASA-у 1970. године, где је пробао оригинално одело за космонауте које је носио први човек који је ходао по Месецу, Нил Армстронг. Толико је заволео то одело, да је направио свој дизајн за NASA-у исте године.
Карден напушта Chambre Syndicale 1966. и почиње да приказује своје колекције у свом простору "Espace Cardin" (отвореном 1971. године) у Паризу, који је раније служио као позориште амбасадора, у близини амбасаде САД. Espace Cardin се користи за промовисање нових уметничких талената попут позоришних ансамбала, музичара и других. Такође је дизајнирао униформе за пакистанску авио компанију која је представљена између 1966. и 1971. и одмах је постала популарна.
Године 1971. је редизајнирао народну ношњу Филипинаца, Баронг Тагалог, тако што је отворио предњу страну, уклонио манжетне, заврнуо рукаве и смањио вез. Сузио је до тела, у контрасту са традиционалним дизајном и направио дебљу крагну са оштријим манжетнама. Дизајн се свидео председнику Фердинанду Маркосу.
Године 1975. отвара свој први салон намештаја и његови дизајни намештаја су били инспирисани његовим модним дизајнима. Године 1977. и 1979. добио је награду "Cartier Golden Thimble" за најкреативнију колекцију сезоне. Био је члан Chambre Syndicale de la Haute Couture et du Prêt-à-Porter од 1953. до 1993.
Као и многи дизајнери данас, одлучио је 1994. да покаже своју колекцију малом кругу изабраних клијената и новинара. Након паузе од 15 година показао је нову колекцију групи од 150 новинара у својој кући у Кану.

## Бренд
Пјер Карден је користио своје име као бренд, прво само као престижни модни бренд да би се 1960-их проширио у индустрију парфема и козметике. Око 1988. бренд је почео да му се појављује и на другим производима као што су бејзбол капе и цигарете.
Према чланку из 2005. у "Харвардовом бизнис прегледу" ширење у парфемску и козметичку индустрију је било успешно јер се бренд Пјера Кардена пребацио у нове, уско повезане категорије. Власници бренда су, погрешно, приписивали то јачини бренда уместо уклапању у категорију производа. Лиценце су уништиле кредибилитет бренда, али су донеле велику зараду. Године 1986. магазин Women's Wear Daily је проценио Карденов годишњи приход на преко 10 милиона долара.
И поред бројних критика на рачун бренда Карденов бренд је био у великом профиту иако је приступ лиценцирању био сматран лошим. Године 2011. Карден је пробао да прода компанију у вредности од 1 милијарде евра иако је Wall Street Journal проценио пет пута мању цифру. На крају није продао бренд, који је у међувремену почео да се појављује и на привесцима за кључеве, оловкама и држачима за оловке.

## Аутомобили
Карден је ушао у индустријски дизајн тако што је направио тринаест једноставних дизајн-шема које би се стављале на различите производе и свака би била препознатљива и садржала би његово име и лого. Проширио се на тржишта у која многи париски модни дизајнери ни не помишљају да уђу.
Иницијативе за такав бизнис су укључивале уговор са American Motors Corporation (AMC). Након успеха Гучијевих ентеријера за аутомобил Хорнет индустрија аутомобила је увела Карденов дизајн на "Џавелин" модел почев од 1972. То је био први амерички аутомобил који је нудио пакет опреме креирану од француског модног дизајнера. Био је несвакидашњи и садржао је "неке од нејнеобичнијих материјала и шара икада виђених на америчком аутомобилу".
Оригинални прорачун AMC-а је био да направе 2500 породичних и тркачких аутомобила са Карденовим дизајном. Специјални дизајн ентеријера је настављен и 1973. на следећем моделу Џавелина. Током те две године укупно 4152 модела овог аутомобила су добила овај дизајн. Карденови Џавелини имали су лого на предњим блатобранима и ограничен избор боја (Trans Am Red, Snow White, Stardust Silver, Diamond Blue, и Wild Plum). Ипак, постојало је и 12 модела који су били поручени у Midnight Black варијанти.

## Друга интересовања
Пошто је био фасциниран геометријским облицима Карден је купио "Bubble House" 1991. године. Кућу је дизајнирао Анти Ловаг, а Карден је ставио у "Bubble House" намештај са својим дизајном. "Bubble House" се простире на више од 1200 квадратних метара и садржи 10 спаваћих соба, које су декорисане сликама савремених уметника, као и дневну собу са панорамским погледом.
Карден је купио ланац ресторана Maxim 1981. и убрзо је отворио објекте у Њујорку, Лондону и Пекингу (1983). Ланац Мaxim's хотела у Палм Спрингсу и Калифорнији 1986. је такође постао део његовог поседа. Такође је лиценцирао широк асортиман хране под тим именом.
Током 80-их и до средине 90-их подржавао је Француску новинарску организацију (French Press) за позориште, циркус, плес и сликарство, којом је председавала позната француска новинарка, Жаклин Картије, са ауторима и другим познатим личностима као што су Гај де Кар, Франсоа Фер, Ив Муруси и Жан-Пјер Тиоле.
Године 2001. Карден купује рушевине замка у Лакосту, у коме је некада живео Маркиз де Сад. Делимично је реновирао замак и одржавао фестивале музике и плеса.
Карден такође поседује и палату у Венецији под именом Ca' Bragadin. Иако је говорио у неколико интервјуа да је ова кућа некада била у власништву Ђакома Казанове, заправо је била кућа Ђованија Брагадина, бискупа Вероне и патријарха Венеције.